# Liste der Bürgermeister von Frauenberg (Landshut)
Diese Liste gibt einen Überblick über die Bürgermeister der niederbayerischen Gemeinde Frauenberg bis zu ihrer Auflösung am 1. Juli 1974.
| Bürgermeister | Bürgermeister                    | Amtszeit                           |
| ------------- | -------------------------------- | ---------------------------------- |
|               | Johann Kellner aus Buchschachten | 1851–1857                          |
|               | Johann Eberl                     | 1857–1860                          |
|               | Josef Steinmayer aus Frauenberg  | 1860–1863                          |
|               | Michael Wiethaler                | 1863–1866                          |
|               | Andreas Sedlmaier                | 1866–1876                          |
|               | Johann Peisl aus Gretlmühle      | 1876–1880                          |
|               | Andreas Daffner                  | 1880–1882                          |
|               | Georg Hundhammer                 | 1882–1893                          |
|               | Johann Eberl aus Frauenberg      | 1894–1912                          |
|               | Joseph Tafelmeier aus Stallwang  | 1912 verstorben im ersten Amtsjahr |
|               | Josef Weindl aus Frauenberg      | Beigeordneter                      |
|               | Michl Huber aus Birnkofen        | 1913–1924                          |
|               | Josef Weindl aus Frauenberg      | Beigeordneter                      |
|               | Josef Peisl aus Gretlmühle       | 1924–1933                          |
|               | Lorenz Spitzauer aus Duniwang    | 1933–1937                          |
|               | Josef Gilch aus Point            | 1937–1945                          |
|               | Alois Schmidtmeier aus Gretmühle | 28. Januar 1946 – 30. April 1960   |
|               | Josef Gilch aus Point            | 1. Mai 1960–1966                   |
|               | Hans Radlmaier aus Auloh         | 1966–1974                          |